# Amisulpride
L'amisulpride (vendu sous les marques Solian, Deniban ou Amitrex) est un antipsychotique de seconde génération. Il possède, en outre, des « propriétés antidépressives » lorsqu'il est employé à faible dose (50 mg par jour).
En France, il n'est pas répertorié dans la classe des antidépresseurs mais il l'est en Italie.

## Histoire
Initialement employé comme antipsychotique atypique dans la schizophrénie et les épisodes de manie dans le trouble bipolaire, il s'est révélé posséder de « puissantes propriétés antidépressives » et constituer un traitement contre la dépression, la dysthymie et l'anxiété mais uniquement lorsqu'il est employé à faible dose (50 mg par jour contre 400 mg par jour en moyenne dans le traitement des psychoses).

## Mécanisme d'action
Aux posologies habituelles, il bloque les récepteurs de la dopamine D2 et D3 et fut donc au départ principalement utilisé pour traiter les  psychoses.
À l'inverse, à faible posologie, il bloque les récepteurs D2 présynaptiques de la dopamine, et augmente ainsi la quantité de dopamine disponible dans le cerveau. Cette faculté le fait utiliser comme antidépresseur.

Outre ses propriétés dopaminergiques, il possède des propriétés sérotoninergiques qui semblent aussi expliquer ses propriétés antidépressives.

## Efficacité en tant qu'antidépresseur
Dans au moins six études cliniques, l'amisulpride à faible dose (50 mg par jour) a montré une efficacité égale ou supérieure à d'autres antidépresseurs dans la réduction des symptômes de la dépression, de la dysthymie et de l'anxiété. Ces études ont ainsi montré :
- une meilleure efficacité par rapport à l'imipramine[8] (antidépresseur de référence, chef de file des tricycliques, commercialisé en France sous le nom de Tofranil)
- une efficacité supérieure[9] et plus rapide[10] que celle de la sertraline (Zoloft)
- et une efficacité égale à celles de :
  - la fluoxétine (Prozac) dans le traitement de la dépression majeure et de la dysthymie[2].
  - l'amitriptyline (Laroxyl) mais avec beaucoup moins d'effets secondaires[11],
  - l'amineptine[4] (Survector, retiré du marché français en janvier 1999) et avec moins d'effets secondaires également.

En outre, l'amisulpride a montré une plus grande efficacité dans la diminution de l'anxiété que la fluoxétine (résultats mesurés avec la HAM-A : amisulpride à 50 mg/jour : 63 % de répondants ; fluoxétine à 20 mg/jour : 54 % de répondants).

## Mises sur le marché
Il a été introduit en France par Sanofi-Aventis dans les années 1990.
L'amisulpride n'a pas été approuvé par la Food and Drug Administration pour les États-Unis, mais il est disponible partout en Europe (France, Allemagne, Italie, Suisse, Russie, Royaume-Uni, etc) et Australie pour traiter les schizophrénies et les autres psychoses.
En Italie, en dose de 50 mg, il est aussi vendu comme antidépresseur sous le nom de spécialité Deniban.

## Effets secondaires
À doses normales et comme tous les autres neuroleptiques, il peut entraîner :
- une aménorrhée et galactorrhée chez les femmes ;
- des nausées ;
- une prise de poids pouvant rapidement conduire à une obésité ;
- des modifications métaboliques (taux de glucides et de sucres dans le sang) pouvant conduire à un diabète ;
- des insomnies ;
- de l'anxiété ou de l'agitation ;
- de l'akathisie ;
- des dysfonctions sexuelles ;
- des dyskinésies tardives ;
- un allongement de l'intervalle QT (syndrome du QT long).

Cependant, dans le cadre d'une utilisation à faibles doses comme antidépresseur, il ne semble pas exister actuellement d'étude portant sur les effets secondaires de l'amisulpride.
Dans le cadre d'un traitement adjuvant à un antidépresseur, on peut juste indiquer qu'avec d'autres neuroleptiques de seconde génération certains effets secondaires apparaissent plus fréquemment qu'avec l'utilisation d'un antidépresseur seul,.
Chez des patients âgés atteints de démence et sous traitement antipsychotique atypique, le risque d'accident vasculaire cérébral est supérieur au placebo.

## Développement comme antiémétique
En 2010, l'amisulpride fait l'objet d'études cliniques pour évaluer son effet dans la prévention des nausées et vomissements induits par la chimiothérapie anticancéreuse ou par la chirurgie. Cette étude est menée par le laboratoire pharmaceutique britannique Acacia Pharma, avec une forme injectable de l'amisulpride dosée à moins de 50 mg développée sous le nom de code APD421.